# Jean Testu de Mauroy
Jean Testu de Mauroy (* 1626 in Paris; † 1. April 1706 in Dammartin) war ein französischer Kleriker.
Testu de Mauroy war der Präzeptor (Hauslehrer) von Marie-Louise, einer Tochter von Philippe de Bourbon.
1688 bestimmte die Académie française Testu de Mauroy zum Nachfolger des verstorbenen Klerikers Jean-Jacques de Mesmes (Fauteuil 4); ihm selbst folgte 1706 der Kleriker Camille Le Tellier de Louvois auf diesem Platz nach.
Siehe auch: Liste der Mitglieder der Académie française

## Werke (Auswahl)
- Doctrine de la raison, ou l’honnesteté des mœurs selon les maxime de Sénèque. Paris 1666.